# Calling the Wild
Albums de Doro Pesch
Love Me in Black
(1998) Fight
(2002)
Calling the Wild est le septième album studio de la musicienne allemande Doro Pesch sorti en 2000. L'album se classa à la 16e position en Allemagne.
L'album fut publié sous deux éditions différentes, une en Europe publiée via la maison de disques SPV GmbH et une aux États-Unis via Koch Records. La version européenne comporte 15 pistes plus 2 titres pour l'album édition limitée, et la version américaine comporte 14 pistes. Les titres sont les mêmes pour les deux versions mais pas classés dans le même ordre. L'album contient une reprise de Motörhead, Love Me Forever, issue de l'album 1916 ainsi qu'une reprise de Billy Idol, White Wedding.

## L'album
Après une promotion et une distribution insatisfaisante de l'album Love Me in Black par le label WEA, Doro Pesch signe en 2000 pour la maison de disques allemande SPV GmbH. Dans le même temps, grâce à l'intervention de son fan club américain qui avait ses démos et des chansons circulent dans les bureaux de différents labels, elle reçut une offre pour une sortie américaine de son nouvel album par Koch Records. Elle signa donc ce deuxième contrat et décida de sortir de éditions différentes de l'album: la première édition pour le marché européen qui compose le disque uniquement de titres inédits, et la seconde édition pour le marché américain, qui contient des pistes du précédent album, Love Me in Black.
Les musiciens Jürgen Engler, Chris Lietz et Jimmy Harry, qui avaient déjà produit Love Me in Black, contribuèrent à nouveau sur quelques nouveaux titres ainsi que sur le remixage d'anciens titres pour l'édition américaine de l'album. Le chanteur de Motörhead, Lemmy Kilmister, participa sur deux titres de l'album, Alone Again et Love Me Forever, qui furent produits indépendamment à Los Angeles.

## Liste des titres

### Version Européenne
| No  | Titre                                     | Auteur                                    | Durée |
| --- | ----------------------------------------- | ----------------------------------------- | ----- |
| 1.  | Kiss Me Like a Cobra                      | Doro Pesch, Jürgen Engler, Chris Lietz    | 3:18  |
| 2.  | Dedication (I Give My Blood)              | Doro Pesch, Jürgen Engler, Chris Lietz    | 3:54  |
| 3.  | Burn It Up                                | Doro Pesch, Jürgen Engler, Chris Lietz    | 2:45  |
| 4.  | Give Me a Reason                          | Doro Pesch, Andreas Bruhn                 | 4:19  |
| 5.  | Who You Love                              | Doro Pesch, Gary Scruggs                  | 3:51  |
| 6.  | Scarred                                   | Doro Pesch, Jimmy Harry                   | 4:39  |
| 7.  | Ich Will Alles                            | Doro Pesch                                | 2:26  |
| 8.  | White Wedding (reprise de Billy Idol)     | Billy Idol, Steve Stevens                 | 4:37  |
| 9.  | I Wanna Live                              | Doro Pesch, Jimmy Harry                   | 2:42  |
| 10. | Love Me Forever (reprise de Motörhead)    | Lemmy, Würzel, Phil Campbell, Phil Taylor | 5:15  |
| 11. | Fuel                                      | Doro Pesch, Andreas Bruhn                 | 3:50  |
| 12. | Constant Danger                           | Doro Pesch, Gary Scruggs                  | 3:39  |
| 13. | Black Rose                                | Doro Pesch, Gary Scruggs                  | 3:43  |
| 14. | Now or Never (Hope in the Darkest Hour)   | Doro Pesch, Andreas Bruhn                 | 3:51  |
| 15. | Danke                                     | Doro Pesch, Henri Staroste                | 2:57  |
| 16. | Alone Again (limited edition bonus track) | Lemmy                                     | 4:20  |
| 17. | I Want More (limited edition bonus track) | Doro Pesch                                | 2:26  |

### Version Américaine
| No  | Titre                                            | Auteur                                    | Durée |
| --- | ------------------------------------------------ | ----------------------------------------- | ----- |
| 1.  | Terrorvision (issue de l'album Love Me in Black) | Doro Pesch, Jimmy Harry                   | 2:41  |
| 2.  | I Give My Blood (Dedication)                     | Doro Pesch, Jürgen Engler, Chris Lietz    | 3:54  |
| 3.  | White Wedding (reprise de Billy Idol)            | Billy Idol, Steve Stevens                 | 4:38  |
| 4.  | I Wanna Live                                     | Doro Pesch, Jimmy Harry                   | 2:42  |
| 5.  | Kiss Me Like a Cobra                             | Doro Pesch, Jürgen Engler, Chris Lietz    | 3:24  |
| 6.  | Love Me Forever (reprise de Motörhead)           | Lemmy, Würzel, Phil Campbell, Phil Taylor | 5:18  |
| 7.  | Pain (issue de l'album Love Me in Black)         | Doro Pesch, Jürgen Engler, Chris Lietz    | 4:10  |
| 8.  | Give Me a Reason                                 | Doro Pesch, Andreas Bruhn                 | 4:21  |
| 9.  | Fuel                                             | Doro Pesch, Andreas Bruhn                 | 3:42  |
| 10. | Scarred                                          | Doro Pesch, Jimmy Harry                   | 3:53  |
| 11. | Now or Never                                     | Doro Pesch, Andreas Bruhn                 | 4:40  |
| 12. | Alone Again                                      | Lemmy                                     | 3:53  |
| 13. | Constant Danger                                  | Doro Pesch, Gary Scruggs                  | 4:22  |
| 14. | Burn It Up                                       | Doro Pesch, Jürgen Engler, Chris Lietz    | 2:54  |

## Crédits
- Doro Pesch - chants

### Pistes 1, 2, 3, 5, 8 (EU) - 1 ,2 ,3, 5, 7, 14 (US)
- Jürgen Engler - guitares, claviers, basse, producteur, mixage
- Chris Lietz - programmation, claviers, producteur, ingénieur du son, mixage
- Mario Parillo - guitare solo
- Thomas Franke - batterie
- Al Pitrelli - guitare solo sur Dedication

### Love Me Forever/Along Again
- Lemmy Kilmister - chants, basse, guitare acoustique, producteur, mixage
- Bob Kulick - guitares, producteur, mixage
- Joe Taylor - guitares
- Eric Singer - batterie
- Bruce Bouillet - producteur, mixage, ingénieur du son

### Now or Never
- Slash - guitare solo
- Mario Parillo - guitare rythmique
- Nick Douglas - basse
- Jürgen Engler - guitares, mixage
- Kendal Stubbs - programmation
- Thomas Franke - batterie
- Chris Lietz - ingénieur du son, mixage
- Mike "Metal" Goldber, Nelson Ayres - producteurs, ingénieurs du son

### Ich Will Alles/Black Rose/Danke
- Rudy Kronenberger - producteur, mixage, ingénieur du son

## Sessions d'enregistrements
Version américaine
- Pistes 1, 2, 3, 5, 7 et 14: mixées aux studios Atom H.
- Pistes 4, 10 et 13: mixées et enregistrées aux studios 3:20 Studios à New York.
- Pistes 6 et 12: enregistrées aux studios Office à Van Nuys, en Californie.
- Pistes 8 et 9: enregistrées aux studios Ear/Drum à Egopark à Hambourg.
- Piste 8 mixée aux studios Skyline à Düsseldorf.
- Piste 9 mixée à Egopark à Hambourg.
- Piste 11 produite à Intermediapost, New Jersey.